# Moka (pâtisserie)
Pour les articles homonymes, voir Moka.
Le moka est une pâtisserie française du XIXe siècle, faite de génoise et de crème au beurre parfumée au café, parfois au chocolat. Il tient son nom de la variété de café moka.

## Historique
Le moka tire son nom du moka, une variété de café arabica de qualité. Ce café, autrefois récolté uniquement en Arabie méridionale, tient lui-même son nom de la ville de Mocha au Yémen, tout premier port d'exportation du café au début du XVIIIe siècle. Outre son utilisation comme boisson, le moka est très vite décliné sous d'autres formes : on l'utilise pour parfumer le chocolat, toutes sortes d'entremets, et la « crème (de) moka » est une liqueur issue de la distillation des grains de café,.
On trouve dès les années 1810 des recettes de gâteaux fourrés à la crème au moka, comme celle du pâtissier Carême. La spécificité du gâteau moka apparu au milieu du XIXe siècle réside dans son montage, une superposition d'abaisses de génoise et de fourrage, et l'utilisation pour ce fourrage d'une crème au beurre. Certaines sources attribuent au pâtissier Quillet, rue de Buci, l'invention : soit d'un gâteau et d'une crème au beurre à la pistache, tous deux baptisés « quillet », et dont l'une des déclinaisons était le quillet au café ; soit du moka lui-même, à l'origine appelé « gâteau quillet ».
Le pâtissier Rémondet ayant repris la maison Quillet dès 1847, il est possible qu'il soit l'inventeur de la crème Quillet et/ou du gâteau moka. En 1865, le pâtissier et historien de l'art culinaire Pierre Lacam mentionne d'ailleurs « Rémondet, rue de Buci », comme « spécialiste du quillet, des ananas et des mokas », et raconte dans une source plus tardive : « Un mot de M. Chiboust, un de nos grands pâtissiers du milieu de ce siècle : “Carême et Gouffé ont tourné casaque au bonnet de coton pour prendre la toque ; jamais je ne ferai comme eux” ; et jamais il ne porta de toque. Tel le grand Quillet, de la rue de Buci, qui, retiré des affaires, quai des Augustins, rendait visite à son successeur, M. Rémondet, en paletot et en bonnet de coton. Aujourd'hui l'on en rirait ; et, ces messieurs étaient de grands talents. Voyez Rémondet, imaginant cette crème à quillet et à moka, en faisant une sauce hollandaise ; y a-t-il plus belle création ? Je ne crois pas, et depuis cinquante ans, nous avons toujours du moka. »
L'invention du moka est parfois attribuée à Guignard, un pâtissier installé 4, carrefour de l'Odéon à Paris et renommé pour ses brioches, mais les sources qui l'indiquent sont plus tardives : ainsi, Pierre Lacam écrit en 1900 : « L’on attribue le moka à Guignard, carrefour de l’Odéon, il date de 1857. » Une hypothèse plausible (mais non vérifiée) est que Guignard ait été pâtissier au sein de la maison Quillet, ou de la maison Rémondet, et qu'il soit le véritable inventeur du moka.
À la même époque, d'autres pâtissiers créent des gâteaux à la crème moka, comme le Laurier, spécialité brevetée de la pâtisserie parisienne Julien frères, place de la Bourse,.
La dénomination « moka » devient un terme générique dans la seconde moitié du XIXe siècle. Ainsi, en 1879, dans Les Sœurs Vatard de Joris-Karl Huysmans, on peut lire : « Des dames bien vêtues mangeaient délicatement, sur une soucoupe, le petit doigt en l’air, des mokas et des tartes. »